# Xã Wheatland, Quận Fayette, Illinois
Xã Wheatland (tiếng Anh: Wheatland Township) là một xã thuộc quận Fayette, tiểu bang Illinois, Hoa Kỳ. Năm 2010, dân số của xã này là 467 người.